# Лукас Берфус
Лукас Берфус (на немски: Lukas Bärfuss) е швейцарски писател, автор на романи, новели, пиеси и есета.

## Биография
Лукас Берфус е роден през 1971 г. в Тун, Швейцария. След като завършва основно училище, се издържа като берач на тютюн, железар и градинар. По-късно работи в колективно ръководена книжарница, където намира пътя си към литературата. От 1997 г. е писател на свободна практика и лектор в Швейцарския литературен институт в Бил. Същевременно от 2009 до 2013 г. е драматург в Цюрихския театър. Написал е редица пиеси за театралната трупа АСА400. Сътрудничи също на театрите в Бохум, Хамбург и Берлин.
През 2003 г. германското списание „Театер хойте“ (Театърът днес) го определя като многообещаващ съвременен немскоезичен автор. През 2005 г. на театралните празници в Мюлхайм, а след това и от списание „Театер хойте“ е обявен за драматург на годината.
След новелата „Мъртъвците“ и сборниците с пиеси „Сексуалните неврози на нашите родители“ и „Амигдала“ Берфус публикува през 2008 г. първия си роман „Сто дни“. За него получава немските награди „Мара Касенс“, „Ана Зегерс“, „Ханс Фалада“ и специалната награда за мир „Ерих Мария Ремарк“, както и наградата на „Швейцарската Фондация „Шилер““.
За издадения през 2017 г. роман „Хагард“ писателят получава наградата „LiteraTour Nordе“. Негови творби са преведени на много езици, включително и на български.
Днес Лукас Берфус живее в Цюрих.

### Проза
- Die toten Männer, Novelle, 2002

Мъртъвците, изд.: Пигмалион, Пловдив (2006), прев. Владко Мурдаров
- Hundert Tage, Roman, 2008, 2010

Сто дни, изд.: Рива, София (2010), прев. Владко Мурдаров
- Koala, Roman, 2014

Коала, изд.: Black Flamingo, София (2015), прев. Владко Мурдаров
- Stil und Moral, Essays, 2015
- Hagard, Roman, 2017[1]

### Драма
- Sophokles’ Ödipus, 1998
- Siebzehn Uhr Siebzehn, 2000
- 74 Sekunden. Monolog, 2000
- Vier Frauen. Singspiel, 2000
- Die Reise von Klaus und Edith durch den Schacht zum Mittelpunkt der Erde, 2001[2]
- Meienbergs Tod. Groteske, 2001

Смъртта на Майенберг, изд.: Пигмалион, Пловдив (2006), прев. Владко Мурдаров
- Vier Bilder der Liebe, 2002[3]

Четири картини на любовта, изд.: Рива, София (2012), прев. Владко Мурдаров
- Die sexuellen Neurosen unserer Eltern, 2003[4]

Сексуалните неврози на нашите родители, изд.: Пигмалион, Пловдив (2006), прев. Владко Мурдаров
- Der Bus (Das Zeug einer Heiligen), 2005

Автобусът или Дарбата но една светица, изд.: Пигмалион, Пловдив (2006), прев. Владко Мурдаров
- Alices Reise in die Schweiz, 2005

Алис пътува за Швейцария, изд.: Пигмалион, Пловдив (2008), прев. Владко Мурдаров
- Die Probe (Der brave Simon Korach), 2007[5]

Пробата, изд.: Пигмалион, Пловдив (2008), прев. Владко Мурдаров
- Amygdala, 2009[6]

Амигдала, изд.: Пигмалион, Пловдив (2008), прев. Владко Мурдаров
- Öl, 2009[7]
- Malaga, 2010[8]
- Parzival, Nach Wolfram von Eschenbach, 2010[9]

Парсифал, изд.: Black Flamingo, София (2014), прев. Владко Мурдаров
- Zwanzigtausend Seiten, 2012[10]

Двайсет хиляди страници, изд.: Black Flamingo, София (2012), прев. Владко Мурдаров
- Die schwarze Halle, 2013
- Frau Schmitz, 2016

Госпожа Шмиц, изд.: Black Flamingo, София (2018), прев. Владко Мурдаров

## Награди и отличия
- 2001: Kulturförderpreis der Stadt Thun
- 2003: Nachwuchsautor des Jahres der Zeitschrift Theater heute für Die sexuellen Neurosen unserer Eltern
- 2004: 2. Hörspielpreis der Stiftung Radio Basel für Jemand schreit in unseren Rosen
- 2005: „Мюлхаймска награда за драматургия“ für Der Bus
- 2005: „Награда Герит Енгелке“
- 2007: „Шпихер: литературна награда Лойк“
- 2008: „Награда Мара Касенс за първи роман“ für Hundert Tage
- 2008: „Награда Ана Зегерс“ (gemeinsam mit Alejandra Costamagna)
- 2009: „Награда на Швейцарска Фондация „Шилер““ für Hundert Tage[11]
- 2009: „Награда за мир Ерих Мария Ремарк“ (Sonderpreis) für Hundert Tage
- 2010: „Награда Ханс Фалада“ на град Ноймюнстер
- 2011: Kulturpreis Berner Oberland
- 2013: „Берлинска литературна награда“[12]
- 2014: „Литературна награда на Золотурн“
- 2014: „Немска награда за книга“ (номинация), mit Koala
- 2014: „Швейцарска награда за книга“ für Koala
- 2015: „Награда Николас Борн“
- 2016: „Награда Йохан Петер Хебел“
- 2018: „Награда на ЛитераТур Норд“ „für sein bisheriges Werk und seinen jüngsten Roman Hagard“
- 2019: „Награда Георг Бюхнер“